# Lee Zeldin
Lee Michael Zeldin (Nova Iorque, 30 de janeiro de 1980) é um advogado, político e oficial da reserva do exército estadunidense. Filiado ao Partido Republicano, ele representou o 1° distrito congressional de Nova Iorque na Câmara dos Representantes dos Estados Unidos de 2015 a 2023. Anteriormente, Zeldin serviu de 2011 a 2014, como membro do Senado do Estado de Nova York. Em novembro de 2024, após a vitória de Donald Trump na eleição presidencial dos Estados Unidos, Zeldin foi nomeado para ser administrador da Agência de Proteção Ambiental dos Estados Unidos.

## Posicionamentos políticos

### Aborto
Zeldin se opõe ao aborto e disse que, independentemente do que a Suprema Corte decidir sobre o caso Roe v. Wade, "nada muda no estado de Nova York".  Quando o Tribunal anulou o caso Roe v. Wade em junho de 2022, Zeldin disse que foi "uma vitória para a vida, para a família, para a Constituição e para o federalismo ". 

### Meio-ambiente
Em 2014, Zeldin “expressou dúvidas sobre a gravidade” das alterações climáticas . 
Em abril de 2018, Zeldin disse que não apoiava o Acordo de Paris em sua forma. Ele expressou preocupação com “outros países que estão contribuindo para impactos muito adversos no nosso clima, mas não têm o nível de responsabilidade que deveriam ter para se empenharem e fazerem uma mudança positiva nos seus próprios países”. 
Durante sua campanha para governador em 2021, ele prometeu reverter a proibição de fraturamento hidráulico do estado de Nova York em 2015.